# Numéro d'unité militaire
Le numéro d'unité militaire  est une désignation numérique d'une unité, en plus de son nom. Ce système était utilisé dans les forces armées soviétiques, et l'est encore dans les forces armées russes (en russe : войсковая часть №, abrégé en В/Ч) à partir de 1932, ukrainiennes (en ukrainien : військова частина), biélorusses (en biélorusse : Вайсковая часць), kazakhs, tadjiks et ouzbèkes. L'équivalent dans l'Armée populaire de libération chinoise s'appelle le bùduì dàihào (en) (en mandarin le 部队代号), dans les forces armées des États-Unis c'est l'Unit Identification Code (en), et durant la Seconde Guerre mondiale c'était aussi le cas pour la Wehrmacht avec le Feldpostnummer. Le numéro est aussi utilisé par la poste aux armées.
En Union soviétique puis en Russie, les unités relevant du ministère de la Défense ont un numéro à cinq chiffres, tandis que celles des autres ministères (Garde nationale, Intérieur, KGB puis FSB, etc.) en ont un à quatre chiffres. Pour les forces terrestres, le numéro est attribué à chaque armée, corps d'armée, division, brigade et régiment ; les subdivisions (bataillons ou compagnies) reprennent le numéro de leur unité-mère, rajoutant une lettre en cyrillique. Pour la marine, il est attribué à chaque navire.
En Ukraine, depuis l'indépendance, les unités du ministère de la Défense ont un numéro à quatre chiffres précédés d'une lettre en cyrillique ; les unités du ministère de l'Intérieur (notamment la Garde nationale) ont un numéro à quatre chiffres.